# São Miguel do Passa-Quatro
São Miguel do Passa Quatro is een gemeente in de Braziliaanse deelstaat Goiás. De gemeente telt 3.856 inwoners (schatting 2009).